# Julia (The Beatles-dal)
A Julia egy dal, amely a The Beatles együttes 1968-as az azonos nevet viselő albumán jelent meg. A dal szerzője John Lennon(aki egyedül rögzítette a dalt a felvételi nap során), azonban Yoko Ono is besegített a dalszöveg írásában. A mű Lennon–McCartney szerzeményként van megjelölve. 
Lennon a dal ötletét még az együttes év eleji Maharisi Mahes jóginál tett risikési látogatás alatt találta ki. Szerzője a dalt halott édesanyjának (Julia Stanley) írta, akit 10 évvel ezelőtt vesztett el. (ez a téma később előjön a szólókarrierjében is a Mother és a My Mummy's Dead számoknál) A dalszöveg emellett Yoko Onóra is utal, akit a szerző az óceán gyerekének nevez (ami a név japán jelentéséből fakad) és Kahlil Gibran portugál költő Homok és tajték című verséből is van idézet ("Julia, seashell eyes").
A dalt 1968. október 13-án rögzítette Lennon teljesen egyedül. Az album dalai közül ezt rögzítették legutoljára. A felvételen Lennon akusztikus gitáron játszik (melyre még Donovan tanította meg az indiai út alatt). 

## Közreműködött
Ian MacDonald szerint:

### The Beatles
- John Lennon – duplázott ének, duplázott akusztikusgitár